# Festival de Música Antigua de Sevilla
El Festival de Música Antigua de Sevilla (FeMÀS) es un festival de música antigua, que se celebra desde el año 1983 en Sevilla (España), en el año 2023 cumplió su cuadragésimo aniversario. La dirección del certamen está a cargo del violagambista Fahmi Alqhai.  Los diferentes conciertos del festival han tenido lugar en numerosos espacios de la ciudad, entre ellos el Teatro de la Maestranza, teatro Lope de Vega,  Alcazar de Sevilla, espacio Turina, Iglesia de San Luis de los Franceses y  Espacio Santa Clara.   Entre los directores que han dirigido los conciertos a lo largo de su historia, se encuentran algunos de los principales nombres en el campo de la música antigua, entre ellos Nikolaus Harnoncourt, John Eliot Gardiner, Jordi Savall y Trevor Pinnock. Como cantantes han participado entre otros muchos Emma Kirkby y Jakub Józef Orliński. Algunas de las agrupaciones más importantes que han intervenido son Il Giardino Armonico, Les Musiciens du Louvre Grenoble, la Orquesta Barroca de Sevilla, la Orquesta Barroca de Friburgo, Ensemble Organum, La Venexiana y Les Arts Florissants.